# Steven Green
Steven Bernard Lenard Green (Phoenix, 30 marzo 1993) è un cestista statunitense.